# 喬治亞斯·扎伊米斯
喬治亞斯·扎伊米斯（希臘語：Γεώργιος Ζαΐμης，1937年6月28日—2020年5月1日），是希腊海員及奥运冠军。他曾参加三届夏季奥运会。1960年，扎伊米斯與尼柔斯帆船船員一起被评为希腊年度最佳运动员之一。

## 生涯
扎伊米斯参加1960年罗马夏季奥运会，并与希腊王储康斯坦丁二世和奧德修斯·埃斯基佐格魯一起驾驶尼柔斯帆船，赢得了龙级金牌。
他在1964年东京夏季奥运会取得第8名，1968年夏季奥运会取得第15名。